# Deutsche Arachnologische Gesellschaft
Die Deutsche Arachnologische Gesellschaft e. V. (kurz: DeArGe) ist ein Verein, der dem Zusammenschluss deutschsprachiger Arachnologen dient, mit Ausnahme der Acarologen (Milbenforschung).
Sie hat das Ziel, die Arachnologie zu fördern und ist mit über 1600 Mitgliedern die weltweit größte Vereinigung von Arachnologen und Spinnen(tier)haltern. Sie versteht sich insbesondere als Forum für Terrarianer, die sich mit der Haltung, Zucht und Erforschung von Vogelspinnen und Skorpionen beschäftigen, da der weitaus größte Teil der Mitglieder sich beinahe ausschließlich mit diesen Spinnentieren beschäftigt.
Die DeArGe wurde 1995 in Ludwigsburg gegründet. Der heutige Sitz und die Eintragung ins Vereinsregister der DeArGe e. V. befindet sich in Zülpich (Amtsgericht Bonn).
Das Publikationsorgan ist die zweimonatlich erscheinende ARACHNE (ISSN 1613-2688), welche zu den international führenden Fachmagazinen gerade im Bereich Vogelspinnenkunde gehört.
Die DeArGe ist nicht zu verwechseln mit der AraGes, der Arachnologischen Gesellschaft e. V., die sich mit der Erforschung der in Mitteleuropa vorkommenden Spinnentiere (Webspinnen, Weberknechte, Pseudoskorpione, Skorpione und Palpigradi) beschäftigt.